# Веселин Иванов (волейболист)
Веселин Иванов е български волейболист от спортен клуб „ЦСКА“.

## Биография
Роден е на 19 октомври 1978 година. Ръстът му е 2 м, а теглото – 93 кг.
Играе на поста централен блокиращ. Играл е за клубовете „Септември“, „Ладимекс“, „Черно море БАСК“ и „ЦСКА“.
Световен военен шампион в Торонто през 2004 година.